# Encarsia formosa
Encarsia formosa é uma espécie de insetos himenópteros, mais especificamente de vespas parasíticas pertencente à família Aphelinidae.
A autoridade científica da espécie é Gahan, tendo sido descrita no ano de 1924.
Trata-se de uma espécie presente no território português.